# Skat

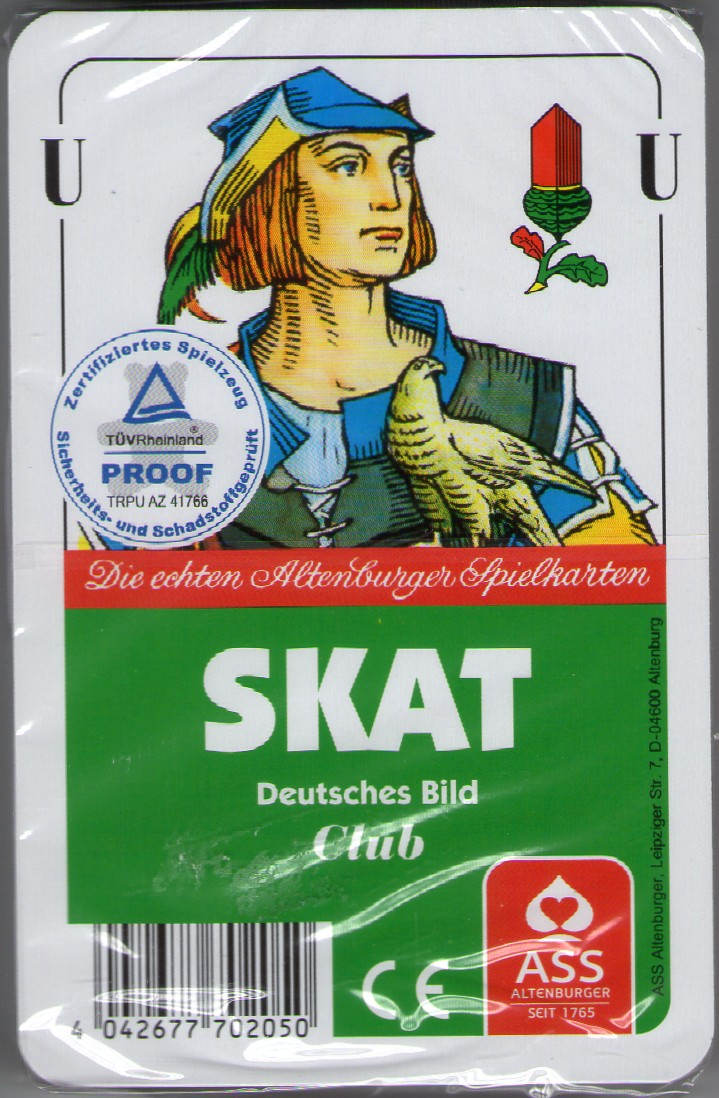
Skat jogo

Skat é um jogo de baralho popular na Alemanha originado no início do século XIX.
O jogo foi desenvolvido por membros do Brommesche Tarok-Gesellschaft entre 1810 e 1817 em Altenburg, Turíngia, Alemanha, baseado no Tarot.